# Gottfried von Hohenlohe
Gottfried von Hohenlohe foi o 14º grão-mestre da Ordem Teutónica, entre 1297 e 1303. Era filho de Kraft von Hohenlohe e Willeborg von Wertheim.
Quando tinha 13 anos de idade, perdeu sua mãe. Como era frequente na época, estava noivo desde a infância. A sua noiva, de seu nome Margritt, era filha do conde Friedrich von Truhendingen. O noivado viria a ser, no entanto, anulado, devido à vontade de seu pai, então viúvo, de desposar a jovem, vontade que se viria a consumar pouco tempo mais tarde. Aos 14 anos de idade, na sequência deste acontecimento,  Gottfried entrou na Ordem Teutónica, dentro da qual ascendeu rapidamente.
Aos 25 anos de idade, em 1290, tornou-se comandante do bailiado da Francónia. Em seguida, juntou-se ao séquito do grão-mestre Konrad von Feuchtwangen. Em agosto de 1294, era já mestre da província da Alemanha, dignitário de elevada patente e membro do capítulo geral da ordem. Foi eleito grão-mestre após a morte de Konrad von Feuchtwagen, no capítulo geral realizado em Veneza em 3 de maio de 1297.
Apesar do grande interesse da ordem nas terras da Prússia, Gottfried von Hohenlohe não se deslocou até lá mais do que duas vezes, durante o seu reinado. A primeira vez teve lugar em 1298, tendo visitado Chełmno e assinado documentos importantes para a cidade. A segunda visita ocorreu em 1302, tendo por lá passado com um cortejo de 50 irmãos a caminho da Livónia, onde a ordem se deparava na altura com muitos problemas com a revolta em Riga. No regresso, parou em Elbląg para participar no capítulo geral onde todos os grandes dignitários da Prússia e da Livónia se reuniram. Foi provavelmente no decorrer desde capítulo que foi forçado a resignar, embora não se conheçam as razões exatas deste ato.
Após a perda do seu título, Gottfried von Hohenlohe regressou à Alemanha, onde retomou o comando da Francónia. Mas não aceitou a sua demissão forçada em Elbląg. Continuou a usar o título de grão-mestre da ordem e a selar documentos com a cera negra reservada aos grão-mestres.
Até à sua morte, manteve esta prática, usando o título de grão-mestre mesmo estando à margem das atividades da ordem. Morreu em 19 de outubro de 1310 e foi sepultado na igreja de Santa Isabel em Marburgo.